# Монте Порцио Катоне
Монте Порцио Катоне (итал. Monte Porzio Catone) је насеље у Италији у округу Рим, региону Лацио.
Према процени из 2011. у насељу је живело 6821 становника. Насеље се налази на надморској висини од 442 м.

## Становништво
Према резултатима пописа становништва 2011. у општини је живело 8.617 становника.
| 1931. | 1936. | 1951. | 1961. | 1971. | 1981. | 1991. | 2001. | 2011. |
| ----- | ----- | ----- | ----- | ----- | ----- | ----- | ----- | ----- |
| 2.656 | 2.911 | 3.080 | 3.367 | 4.041 | 1.911 | 7.452 | 8.221 | 8.617 |

## Партнерски градови
- Saint-Michel-l’Observatoire